# Frank E. Denholm

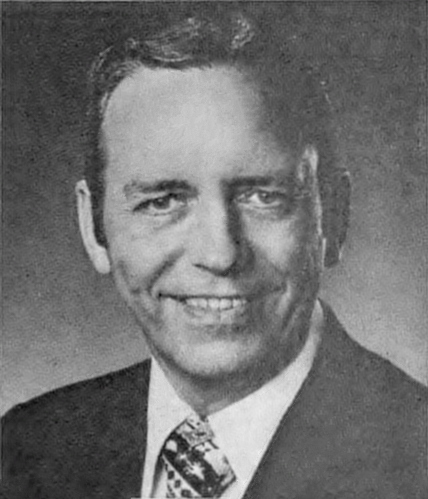
Frank E. Denholm (1973)

Frank Edward Denholm (* 29. November 1923 im Day County, South Dakota; † 7. April 2016 in Brookings, South Dakota) war ein US-amerikanischer Politiker. Zwischen 1971 und 1975 vertrat er den ersten Wahlbezirk des Bundesstaates South Dakota im US-Repräsentantenhaus.

## Frühe Jahre und Aufstieg
Frank Denholm besuchte die öffentlichen Schulen seiner Heimat. Später studierte er bis 1956 an der South Dakota State University. Es folgte ein Jurastudium an der University of South Dakota. An der University of Minnesota studierte er dann noch die öffentliche Verwaltung. Frank Denholm war zwischen 1945 und 1953 auch als Farmer, Auktionator und im Transportwesen tätig. Zwischen 1950 und 1952 war er auch Sheriff im Day County und von 1956 bis 1961 arbeitete er als Ermittler für das FBI.
Nach seiner im Jahr 1962 erfolgten Zulassung als Rechtsanwalt begann er in Brookings in seinem neuen Beruf zu arbeiten. Außerdem lehrte er an der South Dakota State University die Fächer Wirtschaft, Jura und politische Wissenschaften.

## Politische Laufbahn
Denholm war Mitglied der Demokratischen Partei. In den Jahren 1950 und 1952 war er Delegierter auf deren Parteitagen in South Dakota. Im Jahr 1968 war er auch Delegierter zur Democratic National Convention. Bei den Kongresswahlen des Jahres 1970 wurde er als Nachfolger von Ben Reifel in das US-Repräsentantenhaus gewählt. Dort vertrat er zwischen dem 3. Januar 1971 und dem 3. Januar 1975 für zwei Legislaturperioden seinen Heimatstaat. Bei den Kongresswahlen des Jahres 1974 unterlag er dem Republikaner Larry Pressler.
Nach dem Ende seiner politischen Tätigkeit in der Bundeshauptstadt Washington arbeitete er wieder als Rechtsanwalt in Brookings. In dieser Stadt lebte er bis zu seinem Tod 2016.